# Kham
 Kham is de historische naam voor het gebied ten zuidoosten van Centraal-Tibet met een bevolking van overwegend etnische Tibetanen.

## Geografie
Kham beslaat het noorden en midden van de Hengduan Shan, het gebergte aan de oostelijke rand van het Tibetaans Plateau. Het is een ruig en bergachtig gebied, waar de bergkammen en rivieren meestal van het noordwesten naar het zuidoosten lopen. Een van de weinige grotere steden in Kham is Chamdo in het noorden van Kham. Centraal in Kham ligt Batang (of Xiaqiong in het Chinees), net ten oosten van de Jinsha (de naam voor de bovenloop van de Chang Jiang of Yangtse). Andere grotere nederzettingen in het gebied zijn Derge en Ling. Jyekundo in het noorden ligt al in Amdo (Qinghai in het Chinees).
Een bijnaam voor Kham is Chushi Gangdruk, wat zoveel betekent als "vier rivieren, zes bergketens". De parallelle dalen van deze grote rivieren zijn dan ook heel typerend voor het gebied. Van west naar oost lopen de Salween, Mekong, Chang Jiang en Yalong (een zijrivier van de Chang Jiang) grotendeels parallel met elkaar. Tussen deze rivierdalen bevinden zich zeer hoge bergkammen. De berg Gongga Shan of Minya Konka in het noorden is met 7508 meter de hoogste berg van Kham. De Gongga ligt in het Daxue Shan, tussen de Yalong en Dadu, twee zijrivieren van de Chang Jiang.
In het zuiden zijn grote bossen en heerst een mild klimaat met veel regenval. In het zuiden van Kham stromen de Salween, Mekong en Chang Jiang op slechts tachtig kilometer van elkaar. Ten zuiden van Kham, in Yunnan, ligt het beschermd gebied van de drie parallelle rivieren in Yunnan.
De belangrijkste zijrivieren van de Yangtse, de Drichu en de Yalong Jiang, vormen de scheidslijn tussen het westelijke (huidige regio Tibet) en oostelijke (Sichuan) deel van Kham. Langs de loop van deze rivieren lagen en liggen ook de belangrijkste nederzettingen van Kham.
Het historisch gebied van Kham beslaat ongeveer 900.000 km², een gebied even groot als Frankrijk en Duitsland gezamenlijk. Het gebied bestaat uit 50 kleinere en grotere districten. Vijfentwintig van die districten liggen in de provincie Tibet (de zogenaamde Tibetaanse Autonome Regio), zestien in de provincie Sichuan, drie in Yunnan en zes in Qinghai. Ongeveer 2.000.000 van de in totaal circa 6.500.000 etnische Tibetanen, die in China wonen, leven in het historisch gebied van Kham.

## Toponymische aspecten
Het Tibetaanse woord khams heeft de betekenis van  grens. Kham ligt dan ook aan de grens van wat wel  cultureel Groot-Tibet  wordt genoemd. Het grenst aan regio's, die bewoond worden door andere etnische minderheden in China en Han-Chinezen. In de oude Tibetaanse geschriften, de manuscripten van Dunhuang, van de 7e tot de 11e eeuw wordt het woord Kham gebruikt om een gebied aan te duiden, dat aan de periferie van het Tibetaans rijk van de Yarlung-dynastie ligt. (  blon khams , buitengebieden die bestuurd worden door een minister)
Het meeste gebruikte toponiem voor het gebied is " Dokham" (  mdo khams ), in de betekenis van  samenvloeiing van rivieren aan de grens . Andere termen beschrijven Kham bijvoorbeeld als het gebied van de  vier rivieren en zes bergketens of de  vier grote valleien .

## Etnische diversiteit
Nomaden, pastorale nomaden, veehouders en boeren vormden de traditionele bevolking van Kham. Vanaf eind 17e eeuw nam het aantal monniken, dat afkomstig was uit Kham sterk toe en vanaf eind 19e eeuw is er een geringe opkomst van kooplieden te constateren.
De bevolking van Kham heeft naast een meerderheid van etnische Tibetanen altijd bestaan andere etnische groepen, vooral in de zuidelijke en oostelijke gebieden van de regio. Het gaat dan om de Yi, Naxi, Tu. In het middengebied van Kham zijn er sinds eind 17e eeuw vestigingen geweest van Mongolen en Han-Chinezen.
Er worden in Kham een aantal dialecten gesproken, die in termen van uitspraak, syntaxis, vocabulaire en idioom aanzienlijk verschillen van het Tibetaans van Centraal-Tibet. Er is consensus onder onderzoekers, dat de taal van Kham meer archaïsche elementen bevat dan het gangbare Tibetaans. Ongeveer een derde deel van de inwoners van Kham spreekt een van de Qiang-Gyalrong-talen, dat sterk afwijkt van het Tibetaans.

## Geschiedenis tot aan midden 19e eeuw

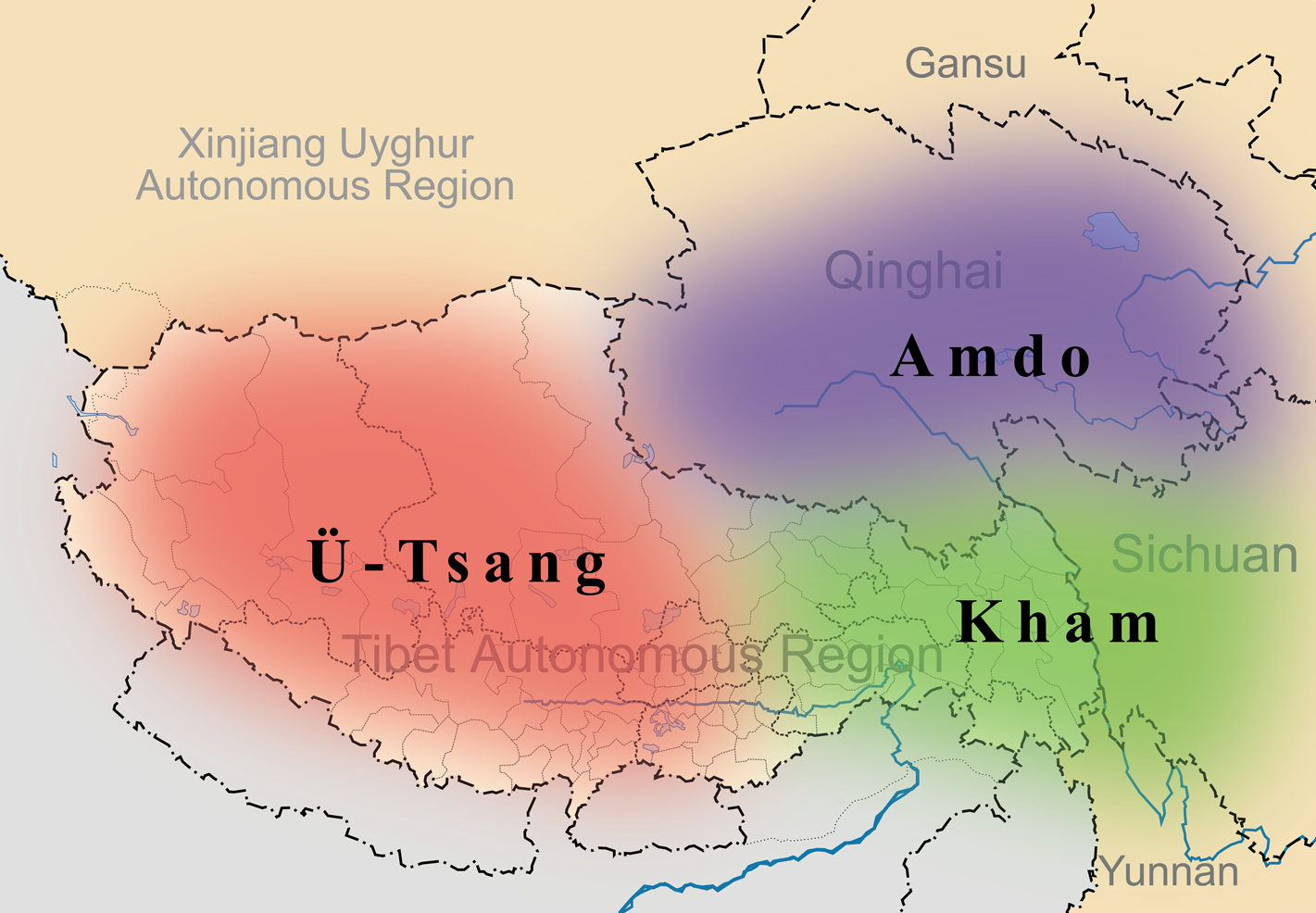
Centraal-Tibet (U-Tsang),Amdo en Kham

Kham maakte met Amdo deel uit van het Tibetaanse rijk van de Yarlung-dynastie. De oudste tempel van het Tibetaans boeddhisme uit die periode in Kham is de Longthang Drölma Lhakhang. Na de val van de Yarlung-dynastie in de 9e eeuw was het Tibetaanse rijk gefragmenteerd en vormen van centraal gezag afwezig. Vormen van centraal gezag werden vanaf de 13e eeuw weer in Centraal-Tibet hersteld. In Kham bleef een vorm van werkelijk functionerend feitelijk centraal gezag tot in de 20e eeuw afwezig.
Kham was verdeeld in tientallen clangebieden en koninkrijken die elkaar in steeds wisselende coalities bevochten. In de periode van de 13e eeuw tot aan de 15e eeuw worden twee gebieden in Kham meer dominant. Dat zijn de koninkrijken Lingtsang en Gojo. De politieke leiders van deze gebieden waren Sakyamonniken. De stichter van Gojo was de monnik Töntsul, een neef van Sakya Pandita. In 1274 vroeg Phagspa aan Koeblai Khan de status van Töntsul in Kham te verhogen. Töntsul werd benoemd tot gouverneur-generaal van Kham onder mandaat van de Yuandynastie. Na het eind van de heerschappij van de Sakya-traditie in geheel Tibet rond 1350 bleef de traditie in Kham nog lange tijd dominant.
Gedurende de Mingdynastie hadden de keizers enige medewerking van de lokale leiders in Kham nodig voor een veilige route naar Centraal-Tibet te hebben voor diplomatieke missies en handelscontacten.
In 1720 verdreef een Chinees leger de Mongoolse clan van de Dzjoengaren uit Lhasa en wist de zevende dalai lama Kälsang Gyatso geïnstalleerd te krijgen. Dat is de aanvang van de periode van het Chinese protectoraat over Tibet. In 1724 wordt het oostelijk deel van Kham - ongeveer 2/3 deel van het gehele gebied - politiek en administratief onderdeel gemaakt van de provincie Sichuan. Het westelijk deel van Kham - ongeveer 1/3 deel van het gebied - wordt onderdeel van Centraal-Tibet en wordt verondersteld bestuurd te worden vanuit Lhasa. De bovenloop van de Yangtse Kiang in het noorden en de Drichu in het zuiden vormen globaal de grens tussen de beide delen van Kham.
In Centraal-Tibet werden Chinese ambans benoemd die namens de keizer met de dalai lama's en regenten in Tibet het gebied geacht werden te besturen. De ambans hadden ook een zekere troepenmacht van daar gelegerde Chinese soldaten tot hun beschikking. Autoriteit van de Qing-dynastie in het oostelijk deel van Kham was volledig afhankelijk van een netwerk van lokale krijgsheren. ( In het Chinees  tusi) Zolang deze  tusi formeel een zekere loyaliteit toonden aan de keizer en vooral de bevolking verhinderden directe belangen van de Qing aan te vallen, konden zij vrijwel ongehinderd hun eigen gang gaan. Vooral in gebieden waar nomaden de dominante leefstijl vormden waren staatsstructuren vaak maar nominaal aanwezig. Het weidegebied van de nomaden werd wel beschouwd als behorend tot landgoederen in eigendom van lokale adel of kloosters, maar een eventuele afdracht van opbrengsten aan hen werd meer opgevat als een traditionele donatie of vorm van tribuut en zelden als verschuldigde belasting. De Chinezen hadden ook nauwelijks mogelijkheden de permanente vetes tussen de diverse stammen en het endemische banditisme in Kham ook maar enigszins te beperken.

## De culturele bloei in Kham in de 19e eeuw
Vanaf eind 18e eeuw is er in de Tibetaanse geschiedenis een breuk in het culturele klimaat te dateren. Tot aan die periode was ook Centraal-Tibet – ondanks de moeilijk bereikbare geografische ligging – een cultureel open land, waar buitenlanders welkom waren en buitenlandse invloeden konden doordringen. Vanaf eind 18e eeuw neemt de macht van de adel in historisch Tibet als stand af, neemt het theocratisch element in de samenleving toe, worden er steeds meer monniken als functionaris in Tibet benoemd, ontstaan er xenofobe neigingen en begint het - ook door de Mantsjoes van harte ondersteunde - isolement van Tibet. Het gevolg is een verstarring van verhoudingen in samenleving van Centraal-Tibet, een verdere beperking van de toch al niet grote sociale mobiliteit en een toenemende overheersende rol van uiterst conservatieve krachten.
In deze periode vindt verder een verschuiving plaats van de culturele vitaliteit vanuit Centraal-Tibet naar Kham. De burgeroorlogen van de 17e en 18e eeuw, de politieke instabiliteit en de maatregelen die noodzakelijk werden geacht de verworven machtspositie van degelug te verankeren, hadden in Centraal -Tibet voor een ander cultureel klimaat gezorgd. Dat kenmerkte zich onder meer door aanzienlijk minder tolerantie van de gelug ten opzichte van andere geestelijke tradities van het Tibetaans boeddhisme en het ontstaan van een invloedrijke sektarische factie binnen die gelug.
Het gevolg daarvan was, dat tradities, zoals met name de kagyü nieuwe ruimte probeerden te vinden in Kham. De in de burgeroorlog van de 17e eeuw verslagen kagyü traditie wist in Kham het klooster Palpung te stichten. Het klooster werd spoedig een van de grootste centra voor innovaties van wetenschap en kunst van het Tibetaans boeddhisme. Het klooster lag in het onafhankelijke Tibetaanse koninkrijk Dergé in het oostelijk deel van Kham. Uit die relatie groeide in samenwerking met de sakyatraditie de grootste drukkerij die het historisch cultureel Tibet ooit gekend heeft met beroemde blokdrukken van de kangyur, de canon van het Tibetaans boeddhisme. De in het klooster Palpung aanwezige schilderstradities hadden tot in de twintigste eeuw een dominante invloed op de Tibetaanse schilderkunst. Het was in gebieden als Derge dat het niet sektarische ideaal van het Tibetaans boeddhisme uit de 13e en 14e eeuw nog bewaard bleef.
Later in de 19e eeuw zouden het de twee belangrijkste tulkus van Kham zijn, Jamgon Kongtrül Lodrö Thaye en Jamyang Khyentse Wangpo, die de rimé-beweging zouden stichten, die een dialoog tussen de tradities probeert te bevorderen.

## De oorlogen in Kham vanaf midden 19e eeuw
In de tweede helft van de 19e eeuw is de invloed van de Qing-dynastie in Centraal-Tibet sterk verminderd, maar ook in Kham erodeert het laatste deel van het gezag dat de Chinezen daar nog bezaten. In Kham escaleren de conflicten tussen diverse Tibetaanse krijgsheren.

### De oorlog in Kham van 1860-1864
Rond 1850 begint een Khampa-krijgsheer van de stam van de Nyarong, Gonpo Namgyal,omringende gebieden te veroveren. In 1860 stond hij met zijn troepen aan de grens van Derge, dat in 1863 veroverd wordt. China is verwikkeld in de Taiping-opstand en de Qing-dynastie heeft geen mogelijkheden meer militair in Kham in actie te komen. De toenmalige regent in Tibet Wangchug Gyalpo besluit echter een Tibetaanse troepenmacht vanuit Centraal-Tibet naar Kham te zenden.Uiteindelijk geeft Gonpo Namgyal zich over.
De regering in Lhasa stelt over Derge en omgeving een eigen Tibetaanse amban aan. De bevolking in het gebied was uiteraard verheugd dat er een eind was gekomen aan het bewind van Gompo Namgyal. Al na korte tijd werd het bewind vanuit Lhasa echter al als negatief ervaren. Er werden zeer harde straffen opgelegd aan lama's en kloosters die verdacht werden van medewerking aan Gompo Namgyal. Het harde autoritaire bewind vanuit Lhasa in deze periode heeft de aanzet gegeven tot meerdere bewegingen in de 20e eeuw - tot diep in de Tibetaanse diaspora - voor een onafhankelijke Khampa-staat, onafhankelijk van Peking, maar ook van Lhasa. Derge en omgeving werd tot aan het optreden van Zhao Erfeng in 1905 vanuit Lhasa bestuurd.

### De periode van Zhao Erfeng in Kham
Na de Britse Veldtocht in Tibet in 1903 en 1904 was de Chinese regering ervan overtuigd, dat de Britten ieder moment Tibet tot een Brits protectoraat zouden kunnen maken, zoals bijvoorbeeld met Bhutan en Sikkim was gebeurd of zelfs een volgende invasie zouden kunnen ondernemen die rechtstreeks China zou kunnen betreffen. De enige manier om dat te voorkomen was opnieuw autoriteit over Tibet uit te oefenen. De eerste stap was om de situatie in Kham te gaan controleren.

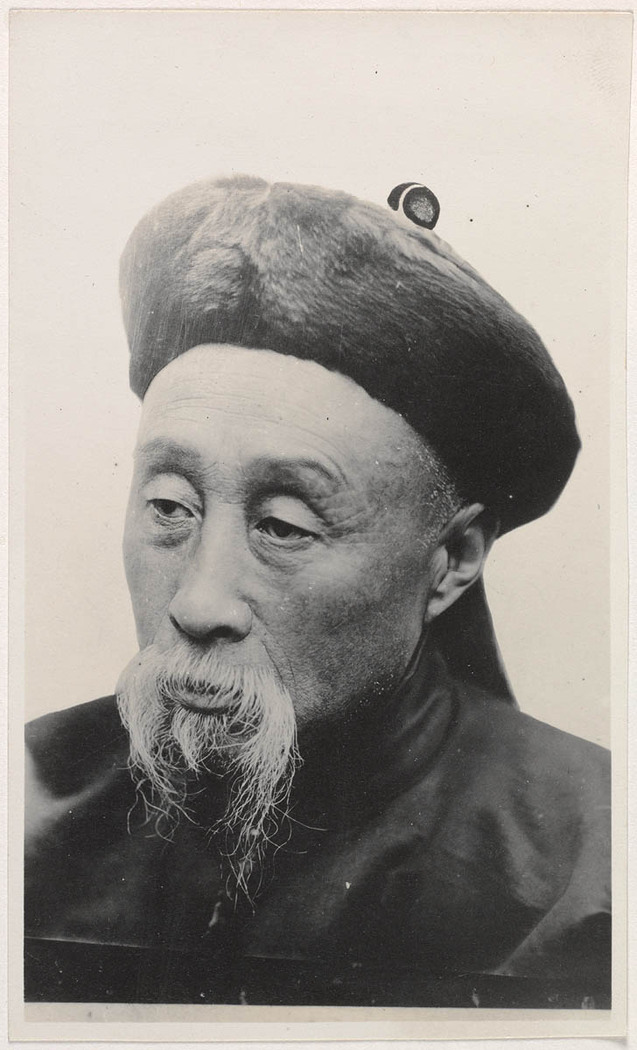
Zhao Erfeng

In 1904 begon China dit programma uit te voeren. In Batang werd regelgeving van kracht die het aantal monniken in kloosters reduceerde en de intrede van nieuwe monniken verbood. Er werd tevens een stuk grond gegeven aan een groep Franse missionarissen. Dit leidde tot een opstand van monniken, waarbij een aantal katholieke priesters werd gedood.
In reactie hierop werd er vanuit Sichuan een legerkorps naar het gebied gezonden onder het commando van Zhao Erfeng, dat Batang weer innam en het klooster geheel verwoestte. Zhao Erfeng kreeg de opdracht de positie van China in Kham te herstellen en die te consolideren.
Zhoa Erfeng was het klassieke voorbeeld van gevoelens van Han-superioriteit ten opzichte van etnische minderheden. Hij had al weinig achting voor Tibetanen uit Centraal-Tibet. Khampa's zag hij als echte barbaren. Zhoa Erfeng zag de opdracht dan ook als een missie die beschaving zou moeten brengen in Kham. Hij vergeleek zijn rol met die van Britten in Australië, de Fransen in Madagaskar en de Amerikanen in de Filipijnen.
Deze keer was het een poging van China om Kham onder directe controle te krijgen. Lokale leiders werden nu vervangen door Chinese ambtenaren. Er werden Chinese scholen geopend, kinderen dienden Chinese namen te krijgen, belastingen dienden nu aan een Chinese overheid betaald te worden. Zhao Erfeng probeerde voorts een sinificatie van Kham op gang te krijgen door Chinese boeren aan te moedigen zich in Kham te vestigen. Uiteraard was er aanzienlijk verzet tegen al deze maatregelen. Zhao Erfeng reageerde met vaak meedogenloze maatregelen hier op. De Khampa's noemden hem dan ook  Zhao de Slachter. Deze opnieuw veroverde gebieden werden ondergebracht in een nieuwe administratieve structuur met de naam Xikang.

### De periode 1912-1917
De 13e dalai lama roept in 1911 na de feitelijke val van de Qing-dynastie de onafhankelijkheid van Centraal-Tibet uit. In 1912 wordt de Republiek China uitgeroepen. In dat jaar wisten Chinese troepen in Kham zich al te hergroeperen en veroverden een aantal gebieden ten westen van de grens van 1724, zoals Chamdo en Markham. De dalai lama zag voor zich zelf als missie om zo veel mogelijk etnische Tibetanen onder gezag van de Tibetaanse regering te krijgen. In de periode tot en met 1917 zijn er herhaaldelijk militaire conflicten met China over de afbakening tussen oostelijk en westelijk Kham. In die periode is dan ook meermalen sprake van een andere  de facto grens. In 1917 wordt bij de wapenstilstand van Rongbatse een grens afgesproken, die vrijwel identiek is aan de situatie van 1863. Derge komt weer onder het gezag van de Tibetaanse regering in Lhasa.

### De oorlogen in Kham in de periode 1930-1932

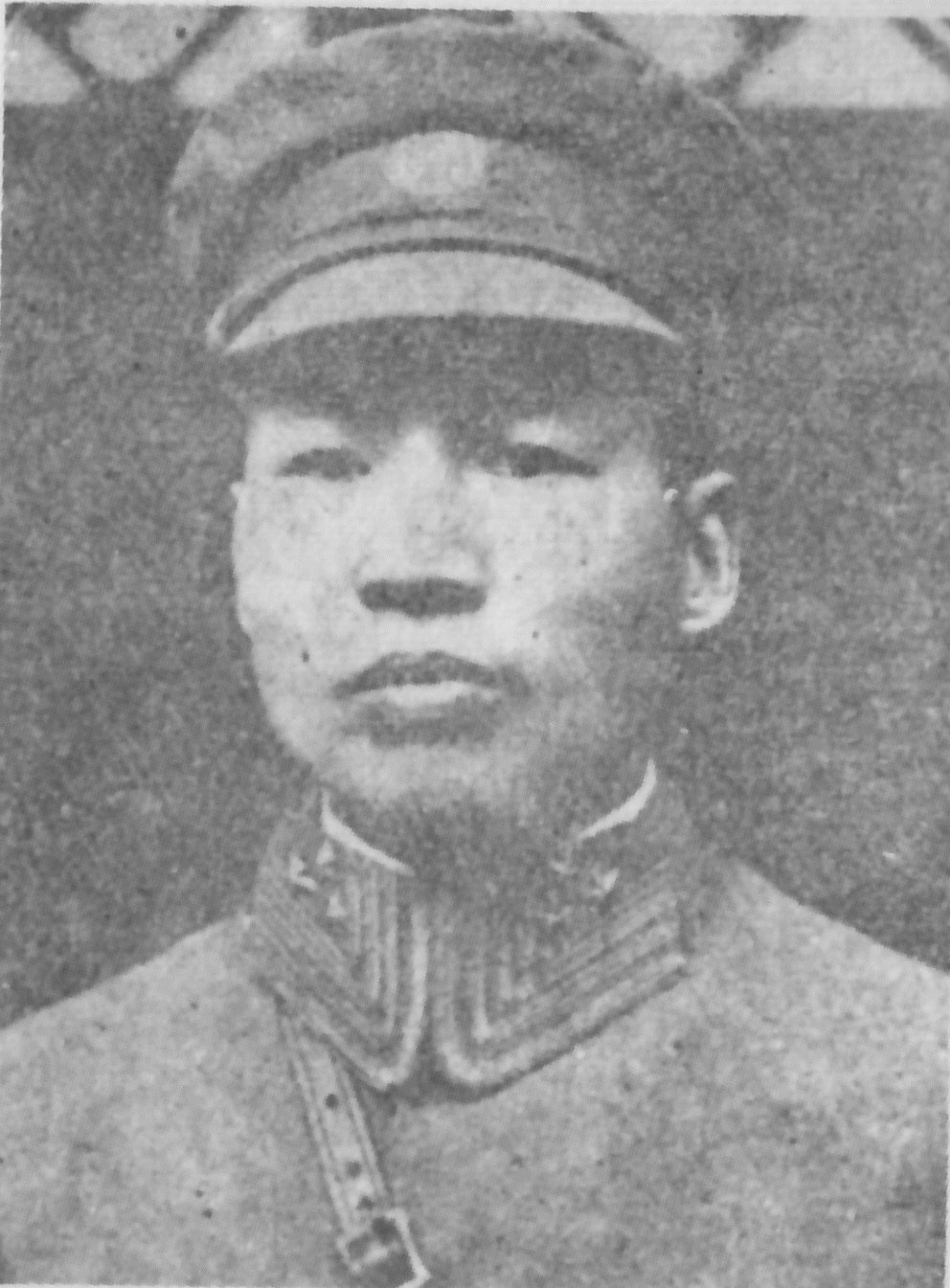
Liu Wenhui, krijgsheer van Sichuan

Deze episode begint als een conflict tussen de belangrijkste tulku van het klooster in Nyarong en een lokale leider in Beri. De tulku wordt daarbij gedwongen zijn toevlucht te zoeken in een ander klooster, Targye. In 1930 wisten de tulku en monniken van het klooster Targye echter het klooster in Nyarong weer te bezetten. De lokale leider in Beri vraagt dan om militaire hulp van de krijgsheer van Sichuan, Liu Wenhui. Met uitzondering van Derge beheerst Liu Wenhui het oostelijk deel van Kham. De tulku en de monniken vragen militaire assistentie van de Tibetaanse regering in Lhasa. Deze zendt vanuit Derge een troepenmacht.
De Tibetanen boeken aanvankelijk grote militaire successen. Er worden grote gebieden ten oosten van de Yangtse veroverd en in 1931 staan de Tibetaanse troepen in de nabijheid van Dartsedo, ver in het oosten van Kham. Eind 1931 weet Liu Wenhui zijn troepen te hergroeperen en drijft het Tibetaanse leger terug. In juli 1931 verliezen de Tibetanen weer de controle over Derge en in oktober van dat jaar wordt er een wapenstilstand overeengekomen, waarbij de grens tussen het oostelijk en westelijk deel van Kham exact dezelfde wordt als ruim 200 jaar eerder, in 1724. Daarbij verliest de regering in Lhasa opnieuw de controle over Derge, de rijkste en belangrijkste regio in oostelijk Kham. Dit is de situatie, zoals die tot 1950 zal blijven. Dit is ook de feitelijke grens tussen de huidige provincies Tibet en Sichuan in het begin van de 21e eeuw.

### De balans voor Tibet van de oorlogen in Kham
Het beleid van de dalai lama en de regering van Tibet was er sinds 1912 op gericht om zo veel mogelijk etnische Tibetanen te verenigen onder het gezag van de regering in Lhasa. Dat beleid was in 1932 totaal mislukt. De grens tussen het oostelijk en westelijk deel van Kham was in 1932 exact dezelfde als ruim 200 jaar daar voor. De kosten voor de oorlogen in Kham en het permanent handhaven van een troepenmacht in Oost-Tibet waren voor Tibet zeer hoog geweest. Die kosten en de aandacht daar voor leverden voortdurende spanningen op met het theocratische element in de Tibetaanse samenleving. Dat was van oordeel dat de kosten voor en het handhaven van een staand leger de traditionele boeddhistische waarden, zoals zij die interpreteerden, bedreigden.
De Khampa's in het oostelijk deel van Kham hadden uiteraard geen enkele sympathie voor het gezag van de Republiek China en daarna de Chinese krijgsheren. Het optreden van Tibetaanse troepen uit Centraal-Tibet in dat deel van Kham en het soms daar op volgende zeer autoritaire gezag vanuit Lhasa had echter ook veel antipathie ten opzichte van die regering veroorzaakt.

## Opstand tegen de Tibetaanse regering in westelijk deel van Kham
In 1933 overlijdt de 13e dalai lama Thubten Gyatso. De machtigste man na hem in Tibet in die tijd was ongetwijfeld zijn belangrijkste vertrouweling Thubten Kunphela. Een positie als regent in Tibet behoorde tot de mogelijkheden. Om redenen die nooit geheel helder zijn geworden stelt Kunphela zich echter in de dagen na de dood van de dalai lama passief op. Dat gaf uiteindelijk anderen de gelegenheid in actie te komen. Als gevolg daarvan werd Kunphela beschuldigd van nalatigheid bij het overlijdensproces van de dalai lama en ook beschuldigingen van moord door hem werden gehoord. Dit had tot gevolg dat Kunphela zijn machtspositie verloor en voor het leven verbannen werd naar Kongpo. Al zijn bezit en dat van zijn familie werd geconfisqueerd.
Dit leidde bij delen van de Tibetaanse samenleving tot verbittering en woede en met name bij de zeer rijke familieclan van de Pandatsang's. De clan was, evenals Kunphela, afkomstig uit Markham in het westelijk deel van Kham. Deze regio had sinds 1724 onder gezag gestaan van de regering in Lhasa. De stichter van het familiefortuin was Pandatsang Nyigyal. Deze begon rond 1900 wol naar India te exporteren. Begin 1910 vlucht de dalai lama voor naderende Chinese troepen naar India. Pandatsang Nyigyal doet een commerciële meesterzet door het transport van de bezittingen van de dalai lama naar Darjeeling gratis te ondernemen. Ook het transport van die bezittingen terug naar Lhasa in 1913 bij de terugkeer van de dalai lama voert hij om niet uit. Het gevolg is, dat hij een zeer lucratief contract van de Tibetaanse regering krijgt voor de export van een groot deel van de wol. Enkele jaren later kan hij vestigingen openen in Calcutta en Shanghai.
De aanwezigheid van een - voor Tibetaanse omstandigheden- immens rijke en seculier ingestelde familie in Lhasa, die de Khampa achtergrond niet verloochende en zonder enige aristocratische traditie gaf bij de traditionele elite in Lhasa nogal wat spanningen. In 1921 wordt Pandatsang Nyigyal vermoord. De identiteit van de opdrachtgever is altijd onduidelijk gebleven.
De onderneming wordt voortgezet door zijn zoons, waaronder Pandatsang Rapga. Zijn woede over de vernederende ballingschap van zijn vriend Kunphela leidt ertoe dat hij in 1934 een opstand tegen het gezag van de Tibetaanse regering in het westelijk deel van Kham organiseert.
Een tweede aspect bij zijn handelen is, dat hij door het internationale karakter van de onderneming een van de weinige Tibetanen is, die besef heeft van omstandigheden buiten Tibet en voorstander is van een veel meer seculier georganiseerde staatsstructuur. Met de keus voor opnieuw een tulku als regent in Tibet, de vijfde Reting rinpoche Jampäl Yeshe Gyaltsen, verliest Tibet naar zijn menig de laatste kans om nog op vreedzame wijze te werken aan een meer moderne samenleving. Ragpa krijgt aanvankelijk steun van een deel van de Khampa's in het westen van Kham. De Tibetaanse regering weet echter toch nog een contingent van enkele duizenden manschappen te mobiliseren, die de opstand weten neer te slaan.
In 1935 vertrok Rapga naar India. Hij stichtte daar de Verbeteringspartij Tibet, waarbij zich Gendün Chöpel en de uit verbanning gevluchte Thubten Kunphela aansloten. De partij beschouwde de toenmalige regeringsstructuur van Tibet als volstrekt verouderd. Met name Rapga was sterk beïnvloed door de ideeën van Sun Yat-sen. Hij geloofde dat verandering in Tibet alleen mogelijk zou zijn op een wijze die vergelijkbaar was met het eind van de Qing-dynastie in China. Hij nam dan ook de theorie en ideeën van de Kwomintang als uitgangspunt voor het door hem gewenste model voor Tibet.
De partij en de leden werden ook financieel onderhouden door de Kwomingtang en ongeveer honderd Khampa- handelaren, waaronder de Pandatsing-clan. Het standpunt van de partij verschoof uiteindelijk naar een model waarin de door hen gewenste toekomst van Tibet alleen te bereiken zou zijn in de vorm van een autonome Tibetaanse republiek binnen het staatsverband van de Republiek China. Er zat wel enige spanning tussen beide financieringen. Een belangrijk deel van de Khampa-handelaren zag de partij als een instrument om - via een historische omweg - een onafhankelijke staat Kham te stichten. Onafhankelijk van Peking en Nanking, maar even onafhankelijk van Lhasa.

## Periode 1950- 1960
Ook in deze periode zou het gebied Kham en de Khampa's een cruciale rol spelen in de geschiedenis van Tibet.
In 1949 is de nederlaag van de Kwomingtang in China een feit en wordt de Volksrepubliek China uitgeroepen. De leiding was vastbesloten geheel Tibet te integreren in de Volksrepubliek.
In 1950 ontmoet het volksbevrijdingsleger bij de opmars door Kham nauwelijks enige tegenstand.
De weinige troepen, die de nog aanwezige krijgsheer van Sichuan Liu Wenhui tot zijn beschikking had, besluiten zich of over te geven of sluiten zich bij dit leger aan.
Ook de Khampa's in het oostelijk deel van Kham bieden geen enkele tegenstand. Khampa's van ouder dan 50 jaar hadden in hun leven achtereenvolgens troepen van de Qing-dynastie, onder Zhao Erfeng, troepen uit Centraal-Tibet, troepen van de Kwomingtang en van diverse Chinese krijgsheren zien komen en gaan. Vergeleken daarmee gedroegen de troepen van het volksbevrijdingsleger zich voorbeeldig gedisciplineerd. Er werd voor ieder van de lokale bevolking betrokken product gewoon betaald.
Daarnaast was het voor iedereen duidelijk, dat de mars door Kham slechts een begin was van een route die uiteindelijk naar Centraal-Tibet en Lhasa zou moeten leiden. De Khampa's hadden als Tibetaans boeddhist uiteraard de gebruikelijke devotie voor de dalai lama, maar voor de regering en het regime in Lhasa voelde men geen enkele sympathie. Veel Khampa's stonden ronduit vijandig ten opzichte van dat regime.
In oktober 1950 steekt het Chinese leger de Jangtsekiang over en komt dan uit bij Chamdo in door de regering in Lhasa beheerst gebied. Het daar aanwezige Tibetaanse leger trekt zich terug, vlucht maar wordt op die terugtocht omsingeld. Op 19 oktober geeft het zich over. Het volksbevrijdingsleger rukt niet verder op in afwachting van komende onderhandelingen tussen Lhasa en Peking. Op 23 mei 1951 wordt het zogenaamde 17 puntenakkoord in Peking getekend, dat op 20 oktober van dat jaar werd geratificeerd door de dalai lama en de Nationale Assemblée van Tibet. Het akkoord regelt de voorwaarden van de zogenaamde  vrijwillige terugkeer van Tibet naar China.
Onderdeel van het 17 punten akkoord was een bepaling, dat in het tot 1950 door de regering in Lhasa beheerste gebied de op dat moment bestaande sociale ordening en structuur voorlopig zou worden gehandhaafd. Dat akkoord en die bepaling was echter niet van toepassing op het grootste deel van Kham. Dat gebied werd niet bestuurd door een toenmalige Tibetaanse regering. In 1953 lanceert de communistische partij zijn eerste vijfjarenplan. Het plan beoogde onder meer een radicale hervorming van de landbouwproductie. Land zou moeten worden gecollectiviseerd met het doel de oude hiërarchie van landeigenaren en landloze boeren om te vormen naar coöperatieve vormen, de voorlopers van de latere communes. Dit soort maatregelen ontmoette in Kham gelijk weerstand. De kloosters in Kham werden als grootste landeigenaren het hardst getroffen door de landhervorming. Nomadisch levende groepen werden gedwongen tot een vorm van permanente vestiging. Eerst weigerden de Khampa's iedere medewerking en dat escaleerde in een gebied waar iedere volwassen Khampa een eigen wapen bezat al snel tot geweld. Een amnestie voor wapenbezit en premies op het inleveren van wapens had ook geen enkel effect.
In 1955 was er op veel plaatsen in Kham al sprake van gewapend verzet tegen de Chinezen. Bij tegenacties van de Chinezen vluchtten de Khampa's de heuvels in of zochten een schuilplek in de kloosters. Het klooster Sampeling werd het centrum van het verzet. Het neemt duizenden gewapende Khampa's op boven zijn eigen aantal monniken van 3000, waarvan er velen ook nog strijder waren. Het klooster werd door het Chinese leger belegerd, maar weigerde zich over te geven. Vanuit een vliegtuig werden pamfletten uitgestrooid met een laatste oproep tot overgave. Enkele dagen later (februari 1956) bombardeerde een ander vliegtuig het klooster tot een ruïne met honderden doden als gevolg. Het verzet verplaatste zich naar het klooster van Lithang. Ook dat klooster weigerde zich over te geven en werd eveneens uiteindelijk gebombardeerd. Het verzet is dan de fase van lokale opstanden voorbij en manifesteert zich in het hele gebied van Kham. In 1957 ontstaat de verzetsbeweging de Chushi Gangdruk de  Vier Rivieren, Zes Gebieden.
Een rol bij de opstand in Kham speelde ook, dat de nieuwe marxistisch opgeleide kaders daar hun minachting voor sommige rituelen van het Tibetaans boeddhisme soms openlijk toonden. Een tweede punt was, dat in deze marxistische opvatting een economisch systeem van bijvoorbeeld pastoraal nomaden een achtergebleven fase in sociaal-economische ontwikkeling was.
Als gevolg van de gevechten staken in toenemende mate groepen Khampa's de rivier de Drichu over en arriveren dan in Centraal-Tibet.
De verhalen van de vluchtelingen werden aanvankelijks nauwelijks geloofd in Lhasa. Het grootste deel van de bevolking van Lhasa bleef de Khampa's in de gebruikelijke stereotypen van losbandige ruziemakers  betitelen. Ook petities van kloosters in Kham aan de nog functionerende Kashag, als (deel)regering van Tibet werden terzijde gelegd. Tot aan maart 1959 had de meerderheid van de leidende elite in Lhasa, alsmede de dalai lama Tenzin Gyatso, geen ander advies aan de Khampa's dan de wapens neer te leggen, terug te keren naar Kham en te trachten met de Chinezen samen te werken.
Begin 1958 begint het Chinese leger een offensief tegen de Khampa's. In steeds grotere aantallen worden die gedwongen hun toevlucht te zoeken in Centraal-Tibet. In augustus 1958 wordt voor het eerst sinds jaren weer een vergadering belegd van de Tibetaanse Nationale Assemblée. Het enige agendapunt is "De manier om de opstand van de Khampa's teniet te doen en de Centrale Regering ( bedoeld wordt die van China) tevreden te stellen". De vergadering kwam tot geen enkel concreet resultaat.
In begin 1959 zijn er enkele tienduizenden vluchtelingen uit Kham en Amdo in Lhasa en directe omgeving. Het straatbeeld in Lhasa en omgeving wordt in belangrijke mate bepaald door gewapende Khampa-strijders. De Tibetaanse elite en de regering van Tibet wenste de Khampa-opstand niet te steunen, maar was ook niet in staat die te stoppen in hun eigen gebied.
De aanwezigheid van al die Khampa's was uiteindelijk een van de belangrijkste oorzaken van de sfeer en de omstandigheden die leidde tot de opstand in Tibet van 1959.

## Administratieve wijzigingen en het verdwijnen van de naam Kham als entiteit
In 1955 werd het Voorbereidingscomité van de Tibetaanse Autonome Regio gevormd. Daarbij werd Centraal-Tibet verdeeld in drie regio's en politieke groepen.
- de regio U met de Tibetaanse regering, met aan het hoofd de dalai lama
- de regio Tsang met aan het hoofd de pänchen lama
- het voormalige westelijk deel van Kham onder de naam Chamdo

In 1965 gingen die delen gezamenlijk de Tibetaanse Autonome Regio, de huidige provincie Tibet, vormen.
Het oostelijk deel van Kham had in de tijd van de Republiek China de naam van de provincie Xikang. Die provincie werd in 1955 opgeheven. Dit deel van Kham ging voor het grootste deel op in de huidige provincie Sichuan, waarbij grotendeels de administratieve indeling van 1724 werd hersteld.

## In de ballingschap
Vanaf 1957 had de CIA de Khampa-strijders logistieke steun en wapenzendingen gegeven. Khampa's werden getraind op het eiland Saipan in de Grote Oceaan en daarna in Camp Hale in Colorado. Na 1959 veranderde de tactiek van de CIA. Er werd nu een grotere operatie opgezet vanuit Mustang, een Nepalese regio aan de grens met Tibet. De opzet was om groepen Khampa's raids in Tibet te laten uitvoeren en bases op te zetten voor verdere guerrilla-acties. De CIA besteedde jaarlijks US$ 2.000.000 hieraan.
Er werden enige incidentele successen behaald, maar leidde niet tot reële resultaten. Latere verklaringen van betrokken CIA-functionarissen maken ook duidelijk dat de Amerikanen volstrekt niet de illusie of zelfs maar de bedoeling hadden iets bij te dragen aan een bevrijding van Tibet. Het ging in het toenmalige klimaat van de Koude Oorlog om wat speldenprikken richting China. Terwijl de Khampa's in de illusie gelaten werden te vechten voor een vrijheidsideaal, waren zij in wezen pionnen in een veel groter spel.
Aan het eind van jaren 60 raakten de Khampa strijders bovendien verwikkeld in een onderlinge vete tussen de groep strijders van de oorspronkelijke Chushi Gangdruk en de door de Amerikanen getrainde groepen. De Amerikaanse financiële steun werd geleidelijk afgebouwd en beëindigd in het kader van de opbouw van diplomatieke betrekkingen tussen de V.S. en China in 1972. De dalai lama riep de Khampa's in Nepal op hun wapens neer te leggen en de gewapende strijd te staken.
In de geschiedschrijving van de Tibetaanse regering in ballingschap wordt deze episode ook nauwelijks vermeld. Er zijn geen herdenkingsdagen of activiteiten voor. Het past niet in het beleid van die regering deze episode actief in de herinnering te houden.
Van alle groepen in de Tibetaanse diaspora zijn de Khampa strijders en hun nakomelingen de meest verbitterde. Zij voelen zich verraden door de CIA, de Tibetaanse regering in ballingschap en - hoe moeilijk dat ook voor een etnische Tibetaan te formuleren is - de dalai lama. Een gering aantal werd aanhanger van een nog tot diep in de ballingschap bestaande beweging voor een eigen onafhankelijke Khampa staat. De uitzichtloze positie van velen van hen leidde in Bhutan, maar vooral Nepal tot soms ook gewelddadige acties met het gevolg dat Khampa's dienden te vertrekken.
Andong · Chahar · Hejiang · Liaobei · Nenjiang · Rehe · Songjiang · Suiyuan · Xikang · Xing'an